# Basavapura, Gauribidanur
Basavapura là một làng thuộc tehsil Gauribidanur, huyện Kolar, bang Karnataka, Ấn Độ.